# Eugeniusz Kielek
Eugeniusz Kielek (ur. 20 października 1940 w miejscowości Przykop) – polski działacz związkowy, poseł na Sejm I kadencji.

## Życiorys
Ukończył w 1965 studia na Wydziale Biologii i Nauk o Ziemi Uniwersytetu Marii Curie-Skłodowskiej w Lublinie. W latach 1965–1988 pracował w Kopalni Siarki „Machów” w Tarnobrzegu. Od 1971 do 1975 należał do Stronnictwa Demokratycznego, w 1980 wstąpił do „Solidarności”. Po 13 grudnia 1981 zajmował się kolportażem prasy podziemnej. W 1989 wszedł do prezydium Komitetu Obywatelskiego w województwie tarnobrzeskim. Sprawował mandat posła na Sejm I kadencji, wybranego z ogólnopolskiej listy kandydatów NSZZ, kandydując w okręgu rzeszowskim. W 1993 przeszedł na emeryturę i wycofał się z polityki.